# Afélia
Afélia (en grec: αφέλια) és un plat popular de la cuina xipriota consistent un guisat de filet de porc en vi negre amb llavors de coriandre. També és molt popular a Grècia.